# Monkey Hill
Monkey Hill ist ein Ort auf der Insel St. Kitts, die dem Staat St. Kitts und Nevis angehört. Der Ort ist die Hauptstadt des Parishes Saint Peter Basseterre.

## Lage
Monkey Hill liegt im Süden der Insel St. Kitts. Der Ort ist nach dem gleichnamigen Hügel Monkey Hill benannt, der als Teil eines alten Kraterrandes den Ort einrahmt. Etwa 2 Kilometer südlich von Monkey Hill liegt der Flughafen Robert L. Bradshaw International und etwa 3 Kilometer südlich die Hauptstadt des Landes, Basseterre.